# 茅海建
茅海建（1954年—），出生于上海市，华东师范大学历史系硕士，师从陈旭麓。近代史及軍事史學家。
曾先後擔任軍事科學院助理研究員，中國社會科學院近代史研究所助理研究員、副研究員、研究員；北京大學歷史學系教授；華東師範大學思勉人文高等研究院院務委員會委員、特聘研究员、歷史學系教授兼博士生導師；澳門大學歷史系特聘教授、講座教授兼博士生導師。
日本慶應義塾大學、東京大學、京都大學、中央大學访问学者；香港大學、香港中文大學访问学者；中央研究院近代史研究所、歷史語言研究所、国立政治大學访问学者；英國劍橋大學、法國高等社會科學學院、韓國首爾大學等學術機構，擔任訪問研究員、訪問教授和客座教授。

## 生平
1980年在中山大学取得历史学学士学位，1982年华东师范大学历史系毕业，获历史学硕士学位。曾任军事科学院百科全书编审室助理研究员，中国社会科学院近代史研究所助理研究员、副研究员、研究员。1999年4月至2008年3月任北京大学历史学系教授，2008年4月起华东师范大学历史系教授。2015年任澳门大学特聘教授。2015年10月获得第三届思勉原创奖。
茅海建在澳門大學任職期間被指性騷擾女學生。2023年6月，茅海建被曝被澳門法院判处有期徒刑7個月，暫緩2年執行。因生活作风问题，華東師範大學历史学系及思勉人文高等研究院隨即將茅海建移出研究员名单。茅海建不服，提出上訴。2024年7月，澳門法院維持原判。

## 主要著作
- 1995 《天朝的崩溃》、《苦命天子》
- 1998 《近代的尺度：两次鸦片战争军事与外交》
- 2005 《戊戌变法史事考》
- 2009 《从甲午到戊戌：康有为我史鉴注》
- 2011 《戊戌变法史事考二集》
- 2014 《“张之洞档案”阅读笔记：戊戌变法另面》
- 2021 《戊戌时期康有为、梁启超的思想》